# Sympherobius klapaleki
Sympherobius klapaleki là một loài côn trùng trong họ Hemerobiidae thuộc bộ Neuroptera. Loài này được Zeleny miêu tả năm 1963.